# Montegabbione
Montegabbione är en ort och kommun i provinsen Terni i regionen Umbrien i Italien. Kommunen hade 1 191 invånare (2018).